# St Ewe
St Ewe (Lannewa en cornique) est un village et une paroisse civile de Cornouailles, en Angleterre. Il est situé à environ 8 km au sud-ouest de St Austell. Polmassick est un des villages de la paroisse. L'église anglicane est un bâtiment du Moyen Âge; la sainte patronne est sainte Ewe.

## Heligan
Le domaine Heligan est situé à l'est de la paroisse vers Mevagissey. Heligan fut longtemps la possession des Tremayne mais aujourd'hui est connue pour les jardins perdus de Heligan, un jardin victorien restauré.